# Libellago lineata
Libellago lineata – gatunek ważki z rodziny Chlorocyphidae.